# Нехорићи (Пале)
Нехорићи су насељено мјесто у општини Пале, Република Српска, БиХ. Према попису становништва из 1991. у насељу је живјело 145 становника.

## Становништво
| Националност       | 1991. | 1981. | 1971. | 1961. |
| Срби               | 143   | 197   | 273   |       |
| Југословени        | 2     | 4     | 4     |       |
| остали и непознато |       |       |       |       |
| Укупно             | 145   | 201   | 277   | '     |

| Демографија | Демографија | Демографија |
| Година      | Становника  | Становника  |
| ----------- | ----------- | ----------- |
| 1961.       | 224         |             |
| 1971.       | 277         |             |
| 1981.       | 201         |             |
| 1991.       | 145         |             |